# Liste de coiffures
Voici une liste non exhaustive des coiffures existantes. 
| Nom                          | Image | Description |
| ---------------------------- | ----- | --- |
| Afro                         |       | Style naturel des cheveux africains qui poussent sans séchage ni lissage et qui sont coiffés avec un peigne spécifique. Cette coupe de cheveux a été popularisée dans la fin des années 1960 et les années 1970 aux États-Unis                                                                      |
| Asymétrique                  |       | La coiffure asymétrique est longue sur un côté mais court sur l'autre. Cette coupe était populaire dans les années 1980 et les années 1990. |
| Atébas                       |       | Une mèche de cheveux enroulée avec un fil de laine est appelée une atébas. Ce style de coiffure est notamment utilisé pour maintenir les dreadlocks. |
| Banane                       |       | La coupe de cheveux banane est une mèche enroulée au-dessus de la tête en forme de banane. Cette coiffure a été popularisée par le célèbre rockeur Elvis Presley dans les années 1950. |
| Bol                          |       | La coupe au bol est une coiffure qui consiste à poser un bol sur la tête et couper tous les cheveux qui dépassent. Le style a été popularisé dans les années 1950. |
| Brosse                       |       | La coupe en brosse est lorsque les cheveux sont coupés et dressés verticalement sur la tête. |
| Brushing ou mise en forme    |       | Le brushing ou la mise en forme est une coiffure qui permet de créer du volume dans les cheveux. Le style a été popularisé dans les années 1960 et est plus commun chez les femmes. |
| Carré                        |       | La coupe au carré est classique, courte. Les cheveux sont au-dessus des épaules. Ce style est plus commun chez les femmes. |
| Chignon                      |       | Le chignon correspond à tirer l'ensemble des cheveux vers l'arrière et à les attacher en forme de boule. |
| Comb over                    |       | Coiffure adoptée par certains hommes atteints de calvitie, consistant à rabattre une mèche de cheveux pour recouvrir le haut de la tête. |
| Couette                      |       | Les couettes sont deux queues-de-cheval attachées sur les côtés de la tête, avec une raie sur le dessus de la tête, souvent au milieu. |
| Crête iroquoise ou iroquoise |       | La crête iroquoise ou iroquoise est une coiffure consistant à raser le crâne à blanc sur les côtés et à garder quelques cheveux longs sur le dessus de la tête afin de les dresser verticalement. Le style de coiffure a été popularisé par les punks dans les années 1970.                         |
| Czupryna                     |       | La czupryna est une coiffure polonaise traditionnelle du Moyen Âge et du début de l'ère moderne, consistant à raser le crâne au-dessus des oreilles et à ne conserver qu'une touffe de cheveux au sommet de la tête.                                                                                |
| Devilock                     |       | Ce style de coiffure est inventé par Jerry Only, membre du groupe Misfits. La coiffure consiste à couper les cheveux très courts de façon à ne garder qu'une frange assez longue qui revient sur le visage.                                                                                         |
| Dreadlocks                   |       | Les dreadlocks consistent à laisser les cheveux pousser sans les coiffer ni les couper. Ils peuvent être obtenus à l'aide d'un crochet ou avec les mains de façon à crêper les cheveux. Le style a été populaire à la fin des années 1960 et dans les années 1970 notamment dans la musique reggae. |
| Escoffion                    |       | Les cheveux sont tirés en arrière, tressés puis entortillés dans une crépine jusqu'aux oreilles, ce qui forme l'escoffion. Le style a été utilisé chez les femmes au XIVe siècle. |
| Frange                       |       | Les cheveux cachant le front forment une frange. Elle peut être à gauche, à droite ou cacher le front entièrement. La frange a été populaire longtemps dans les années 1920 jusque dans les années 1960 notamment chez les femmes.                                                                  |
| Jheri curl                   |       | Le Jheri curl est une coiffure popularisée par le chanteur Michael Jackson dans les années 1980. La coiffure s'obtient, chez les personnes frisées, en défrisant les bouclettes et en donnant un aspect de cheveux ondulés et mouillés.                                                             |
| Macarons                     |       | Les cheveux sont séparés en deux et chaque partie est tressée puis réunie sur le côté du crâne pour former une boule nommée macaron. |
| Queue-de-cheval              |       | Les cheveux sont rassemblés à l'arrière ou sur le dessus du crâne et maintenus par un lien (chouchou, catogan, élastique, barrette, etc.). |